# Kim Cascone
Kim Cascone (* 21. Dezember 1955 in Albion, Michigan) ist ein Komponist elektronischer und elektroakustischer Musik in den Bereichen Ambient und Industrial. Er ist Gründer des Labels Silent Records und betreibt sein eigenes Label Anechoic Media. Cascone ist verheiratet mit Kathleen Cascone und hat einen Sohn, Cage, der nach John Cage benannt wurde.

## Musikalischer Werdegang
Cascone studierte Musik mit Schwerpunkt Elektronische Musik am Berklee College of Music (1973–76), Audio Engineering am Institute of Audio Research, New York City, und theoretische Grundlagen der Elektronik am RCA Institute New York City. Nach dem Studium arbeitete er in den 1980ern als Elektrotechniker für diverse Musikunternehmen wie Crumar, Eventide, die Hyde Street Studios und Orban Associates. 1983 zog er nach San Francisco. 1989 wurde er Assistant Music Editor für David Lynch (bei Twin Peaks und Wild at Heart) und arbeitete dann am Saul Zaentz Film Center und an George Lucas’ Skywalker Ranch.
1986 gründete er Silent Records, dann Pulsoniq Distribution, Furnace Records, Flask Records sowie Sulphur Records und veröffentlichte seine Musik unter dem Pseudonym PGR (Poison Gas Research). Seine ersten Veröffentlichungen sind stark von der ersten Welle des Industrial der 1980er Jahre beeinflusst. Am bekanntesten ist er unter dem Namen Heavenly Music Corporation, der Name referiert auf ein Stück auf dem Album (No Pussyfooting) von Brian Eno und Robert Fripp. Unter diesem Namen veröffentlichte Kim Cascone vier Alben von 1993 bis 1996.
1996 verkaufte Cascone Silent Records und Pulsoniq Distribution, um als Sounddesigner und Komponist für Thomas Dolbys Firma Headspace zu arbeiten. Danach arbeitete er als Content Director für Staccato Systems, einem Ableger des Center for Computer Research in Music and Acoustics der Stanford University, wo er bei der Entwicklung eines Algorithmus für realistische Audioatmosphären und Hintergrundmusik für Videospiele half. 1998 fing er wieder an, selbst Musik zu machen und hat seitdem auf verschiedenen Labeln wie auch seinem eigenen neuen Label Anechoic Media hauptsächlich unter seinem bürgerlichen Namen veröffentlicht.

## Kollaborationen und Arbeitsweise
Cascone hat seit 1984 mehr als 40 Alben veröffentlicht und mit Oval, Merzbow, Keith Rowe, Tony Conrad, Scanner, John Tilbury, Domenico Sciajno, Pauline Oliveros, Peter Rehberg, Carsten Nicolai, Doug Aitken, David Toop und anderen gearbeitet. Die Arbeiten mit anderen Musikern erfolgen zumeist auf der Grundlage von Digidesigns Pro Tools, während er seine eigenen Arbeiten hauptsächlich mit Cycling74s Max/MSP komponiert bzw. konstruiert/designt.

## Artikel und Abhandlungen zur Musik
Außerdem hat er Artikel und Abhandlungen für akademische Journale und Medienmagazine verfasst, darunter für das Computer Music Journal des MIT, Artbyte, Contemporary Music Review, Soundcultures, Parachute Journal, Junk Jet, Geometer und Zehar. Besonders bekannt ist er für seine wegweisende Abhandlung The Aesthetics of Failure, in der die Verwendung von digitalen Störsignalen und systemischer Fehlbedienung im Rahmen post-digitaler Komposition und für die Laptopmusik aufgezeigt wird. Die Abhandlung wird von vielen Studenten in Kursen über digitale Medien an Universitäten gelesen.

## Aktuelle Arbeiten
Zuletzt hat Cascone sich mit anthropogenen Geräuschen in ozeanischen Umgebungen beschäftigt und ein Sound-Art-Festival unter dem Namen Hydrophonia ins Leben gerufen, das bisher in Genua, San Sebastian und Barcelona stattfand. Bei diesem Festival treten vor allem Klangkünstler auf, die mit Hydrophonen wie auch mit Lautsprechersystemen auf der Ebene bioakustischer und anthropogener Geräusche arbeiteten und auch Workshops zur Konstruktion von Hydrophonen anbieten.  Er ist unter anderem Bandmitglied der Bands Astralfish, Hydrosphere, Patternclear (2), PGR, Satellite IV, der Spice Barons und der Thessalonians.

## Diskografie

### Als Kim Cascone
- Blue Cube [ ] (Raster-Noton 1998)
- Cathode Flower (Ritornell 1999)
- Residualism (Ritornell 2001)
- Dust Theories (c74 2001)
- The Crystalline Address, with Scanner (Sub Rosa 2002)
- Pulsar Studies (anechoic 2004)
- Rondo/7Phases/Blowback, with Merzbow (Sub Rosa 2004)
- Gravity Handler (CRC 2004)
- Statistically Improbable Phrases (anechoic 2006)
- The Astrum Argentum (anechoic 2008)
- Pharmacie: Green & Red (anechoic 2008)
- Music for Dagger & Guitar (Aural Terrains 2008)
- anti-musical celestial forces (Storung 2009)
- The Knotted Constellation (fourteen rotted coordinates) (Monotype 2011)
- Subflowers - Phi (Emitter Micro 2016)

### Als PGR
- Silence (PGR, 1985)
- The Flickering of Sowing Time (RRRecords, 1986)
- Cyclone Inhabited by Immobility (Permis de Construire, 1987)
- The Black Field (Silent, 1989)
- Fetish, with Arcane Device (Silent, 1990)
- The Chemical Bride (Silent, 1992)
- The Morning Book of Serpents (Silent, 1995)
- A Hole of Unknown Depth (Silent, 1996)

### Als Heavenly Music Corporation
- In a Garden of Eden (Silent, 1993)
- Consciousness III (Silent, 1994)
- Lunar Phase (Silent, 1995)
- Anechoic (Silent, 1996)

### Mit KGB Trio
- Swiss Pharmaceuticals (Utech, 2005)
- Smoke on Devil’s Mountain (Scrapple Records, 2008)
- Noise Forest (Aural Terrains, 2009)